# 葡裔南非人
葡裔南非人，是指祖先是葡萄牙人的南非國民，人口約300,000人。

## 歷史
在15世紀後期，葡萄牙探險家到達南非海岸，巴爾托洛梅烏·迪亞士於1486年樹立發現碑作為擁有土地的根據，而達伽馬在前往印度途中於1497年看到好望角。
20世紀初來自馬德拉的葡萄牙移民逐漸增加，其數量在第二次世界大戰後的幾十年里大大增加。傳統上他們以園藝和商業為生計，是葡裔南非人中最大的分支。
葡裔居民發生的最大單一事件發生在非洲的前葡萄牙殖民地於1975年獨立。他們大多數人前往葡萄牙和巴西，但來自安哥拉和莫桑比克的大量黑人和白人難民前往南非。他們的到來使南非成為非洲最大的葡萄牙人的家園，從大約49,000人增加到至300,000人。

## 政治與經濟
葡裔南非人在南非的政經界也很活躍，著名成員包括曾擔任南非國家財政部前局長的瑪麗亞·拉莫斯。她目前是南非聯合銀行集團首席執行官，南非聯合銀行是南非最大的金融服務公司之一。其他葡萄牙人參與商業活動，包括貿易銀行等公司。葡裔南非人還積極參與與安哥拉和莫桑比克等其他南部非洲國家的投資活動。

## 宗教
大多數葡裔南非人是天主教徒，少數人信仰新教。

## 外部連結
- The Portuguese in South Africa
- Portugueses na Africa do Sul